# Sheet (Hampshire)
Sheet est une paroisse civile et un village du Hampshire, en Angleterre.